# アイリッシュ・パンク
アイリッシュ・パンク（Irish Punk）とは、パンク・ロックから派生した音楽ジャンルの一つ。「アイリッシュ・トラッド・ミュージック（Irish Trad Music）＋パンク・ロック（Punk Rock）」を意味する。
世界的には、ケルティック・パンク（Celtic Punk）もしくは、フォーク・ロック（Folk Rock）と呼ばれることの方が多い。

## 概要

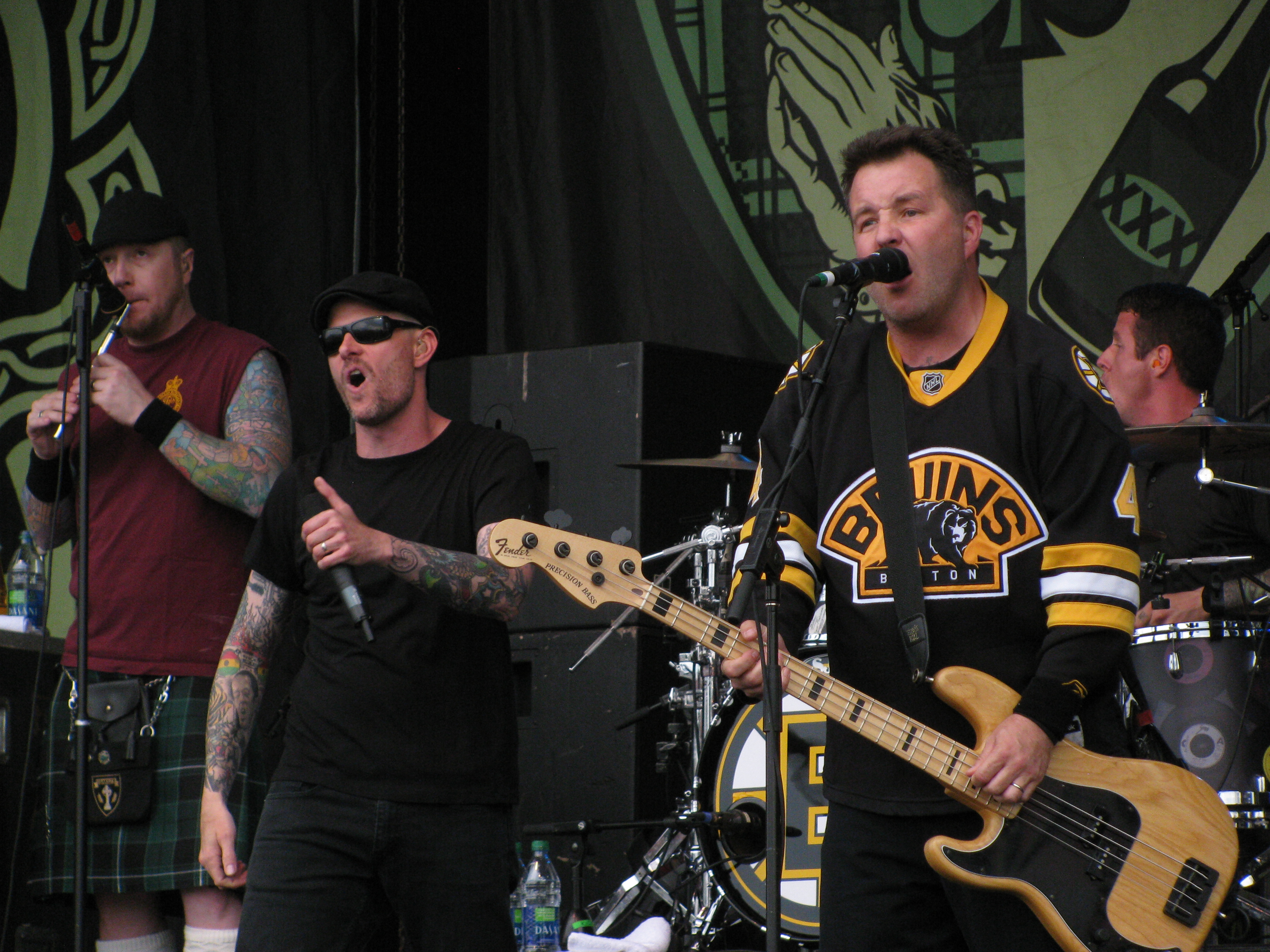
ドロップキック・マーフィーズ

その名のとおり、パンク・ロックの姿勢と、ケルト系民族の伝統音楽を融合させた音楽性が特徴。そのため、アコーディオンやバンジョー、マンドリン（ブズーキ、シターン）、ティン・ホイッスル、フィドル、バグパイプなど伝統音楽に使用される楽器を用いる。
1982年、ロンドンで結成されたザ・ポーグスが始まりとされる。近年、ドロップキック・マーフィーズやフロッギング・モリーの活躍により各方面で評価されている。
ケルト人が元々住んでいたヨーロッパや、ケルト人もしくはアイルランド人が移住したアメリカやカナダでの活動が多いが、バンドのメンバーは必ずしもケルト人とは限らない。

## ケルティック・パンクに分類されることのある主なアーティスト（年代順）

### 世界
- The Pogues　ザ・ポーグス
- The Men They Couldn't Hang
- Black 47
- Fiddler's Green　フィドラーズ・グリーン
- The Mahones　ザ・マホーンズ
- Orthodox Celts
- Shane MacGowan and The Popes
- The Real McKenzies　ザ・リアル・マッケンジーズ
- The Tossers　ザ・トッサーズ
- Blood or Whiskey　ブラッド・オア・ウイスキー
- Greenland Whalefishers　グリーンランド・ホエールフィッシャーズ
- Neck　ネック
- Dropkick Murphys　ドロップキック・マーフィーズ
- Flogging Molly　フロッギング・モリー
- The Peelers　ザ・ピーラーズ
- Flatfoot 56　フラットフット56
- The Porters　ザ・ポーターズ
- Irish Stew of Sindidun
- The Bloody Irish Boys　ザ・ブラッディ・アイリッシュ・ボーイズ
- Bastards on Parade
- Happy Ol' McWeasel　ハッピー・オル・マクウィーゼル
- Paddy and the Rats
- The Black Tartan Clan
- Brutus' Daughters
- The Rumjacks
- The Fatty Farmers
- Irish Moutarde

### 日本
- 16TONS　シックスティーントンズ
- Junior　ジュニア
- The Cherry Coke$　ザ・チェリー・コークス
- Clovers　クローバーズ
- Radiots　レディオッツ